# کارینه آرمنیانتس
کارینه آرمنیانتس (ارمنی: Կարինե Արմենյանց؛  ۱۱ سپتامبر ۱۹۵۴) یک بازیگر اهل ارمنستان است. وی بین سال‌های ۱۹۸۰ تا - میلادی فعالیت می‌کرد.

## زندگی‌نامه
وی در ۱۱ سپتامبر ۱۹۵۴ به دنیا آمد و از مؤسسه سینمایی گراسیموف (۱۹۷۸) فارغ‌التحصیل شد. وی در تئاتر نمایشی هراچیا غاپلانیان، تئاتر دولتی دانشگاهی برنده نشان پرچم سرخ کار یوگنی واختانگوف روسیه و فرهنگستان دولتی تئاتر سوندوکیان فعالیت کرده است. از ۱۹۸۹ در ایالات متحده آمریکا سکونت دارد. وی عضو انجمن بازیگران سینما می‌باشد